# Polymixis discalis
Polymixis discalis là một loài bướm đêm trong họ Noctuidae.